# Фолксваген голф IV
Фолксваген Голф IV је путнички аутомобил компактне класе, он је четврта генерација Фолксваген голфа и наследник је Фолксваген голф III. Почео је са продајом октобра 1997. године, био је најпродаванији ауто у Европи 2001. год. (док је већ 2002. прешао на друго место, престигао га је Пежо 206).
Голф четворка је имала намеру да серију Фолксваген голфа унапреди на тржишном положају, са висококвалитетним ентеријером и већим квалитетом опреме.
Замењен је 2004. године од стране Фолксваген голф V на Европском тржишту. Међутим, производња се наставила у Јужној Америци, Мексику и Кини до 2010. године.
Продаван је и у Јапану, али почевши са овом генерацијом и њеним следбеницима, димензије самог аутомобила нису биле по прописима Јапанске владе, због чега су власници били у обавези да плаћају годишњу таксу што је утицало на количину продаје.

## Дизајн и инжењеринг
Четврта генерација је значајна у својој класи. Као и са својим великим братом Пасатом, постојала је намера Фолксвагена да уклони рупу у масовно произведеним возилима и премијум аутомобилима, све то док су Сеат и Шкода покушавали да освоје тржиште са тада невиђеним квалитетом ентеријера и софистицираношћу за један масовни бренд. Заправо, квалитет Голфа је био на нивоу са Ауди А3 из претходне године који је коштао знатно више него остали у тој класи.
Најновији модел је остао веран концепту Голфа али је додао нове "избочен" стил који је први пут виђен у четвртој генерацији Пасата.

## Голф кабриолет
Као и са Голф II, Фолксваген није направио кабриолет верзију четврте генерације. Уместо, они су направили дораде: предњег браника, блатобрана и решетке како би изгледали као четворка док су на шасији од тројке. ФВ је успео да инкорпорира неке неструктурне делове четврте генерације као што су додаци блатобранима, фарова, ретровизора, светла задње таблице, ваздушни јастук волана, итд. Задњи део је такође редизајниран са новим браником на ком је стављена таблица, уместо на гепеку, повећан ФВ логотип како би личио четвртој генерацији. Ентеријер је остао у већем делу исти као и код треће генерације осим трокраког кожног волана, текстуриране контролне табле (познатија као "табла од ајкулине крљушти"), високо подигнута предња седишта са додатим ваздушним јастуцима са стране. Светла у кабини су добиле плаву и црвену нијансу четворке и делови тројке су хромирани, као што су унутрашње кваке, предње кутијице за појас и цилиндри од брава. Постоје и технички преноси који су направљени, главни од њих је имобилајзер и компјутер четворке коришћен са старијим тројкиним моторним механизмом. Иако редизајнирани кабриолет изгледа као четворка, базиран је на шасији тројке, због тога ствара конфузију око како треба означити ауто. ФВ ентузијасти га називају кабриолет четворком, док ентузијасти из Велике Британије и САД га називају 3,5 Кабрио.

## Варијант
Четврта генерација Варијант је представљен 1999. и окончан 2006. године новом петом генерацијом Варијанта. За разлику од треће генерације, био је доступан у Северној Америци под именом Џета.

## Фолксваген Бора / Џета четврта генерација
Фолксваген је производио и четврту генерацију Голфа у виду лимузине, као и са претходним верзијама и она је имала своје име под називом Фолксваген Бора али је име Џета остало у употреби у Северној Америци и Јужној Африци. За разлику од претходника, Бора/Џета је имала јединствена задња врата, предње блатобране и хаубу.
Предња врата су једини део каросерије који је био идентичан Голфу. Ентеријер је скоро био идентичан са мањим стилским дорадама.
Немачка, Јужна Африка, Словачка, Бразил, и Кина су производиле Голф IV. Источноевропска производња је била у Босни и Херцеговини, у Вогошћу (близу Сарајева), која је такође производила моделе прве и друге генерације. Међутим на Босанском тржишту је била доступна само четворка.
Голф/Џета избор мотора укључује 1.4, 1.6, 1.8, 2.0, 2.3 литра ВР5, 2.8 литра ВР& и 3.2 литра Р32 бензински мотор, 1.9-литарски СДИ природно дизелским мотором и 1.9-литарским турбодизел, са снагом од 90 до 150КС (66 до 110 kW).
Фолксваген је направио хечбека са троје или петоро врата и караван са петоро врата. Европски Голф караван је скоро идентичан северноамеричком Џета каравану. Једина разлика је у коришћењу Голфових предњих светала, браника, решетки, хаубе и блатобрана, ови делови су заменљиви између Голфа четири и Боре/Џете.
Голф четири је представљен у Северној Америци 1999. године. Доступни мотори на Америчком тржишту су били бензински 2.0Л мотор и 1.9Л ТДИ мотор. Убрзо је стекао репутацију за добар нискообртни моменат и економичност у потрошњи горива. У 2004. години Голф и Џета су унапређени са 1.9Л ТДИ ПД мотором. ПД је Роберт Бошов систем за екстремно висок притисак убризгавања горива за директно цилиндрично убризгавање. 1.8Л мотор са турбо пуњењем је представљен 2000. заједно са 12-вентилним 2.8л ВР6. Истовремено, 1.6Л 8-вентилни мотор замењен је са 16-вентилним мотором из Поло ГТИ, али је ослабљен на 77 kW (105 КС)

## Награде
- 2004 СЕМА: Гран Турисмо Награда
- 2000 ЦАП Коришћена кола године - Најбољи Мали Хеч
- 2000 Дизел Ауто 2000 Награде - Најбољи Хечбек
- 1999 Коришћена Кола Купца Најбоља Коришћена Награда - Најбољи Мали Породични Ауто
- 1998 Који Ауто? Ауто Године Награда - Најбољи Мали Хеч
- 1998 Топ Гир Магазин Топ Аутомобили - Најбољи Породични Ауто

## ГТИ 25-огодишњица издање (2002)
Ово је специјална верзија Голфа ГТИ за Европско тржиште, њом се обележава представљање првог ГТИ модела 1976. године. Овај модел је имао три боје: Торнадо Црвену, Рефлекс Сиву и Дијамантско Црну.
За време представљања модела није било прецизирано од стране Фолксвагена да ли ће се ова специјална верзија продавати у Сједињеним Државама.
Слично опремљена ГТИ верзија, под називом ГТИ 337, је представљена на Њујорк Ауто Изложби, и прослеђен трговцима крајем маја 2002. за САД и Канадско тржиште. Цена ГТИ 337 је била 22.225 долара у САД и 32.900 долара у Канади. Само 1.500 комада је направљено за за тржиште САД са накнадно додатим 250 за Канадско тржиште. Овај модел је ексклузивно произвођен у металик Рефлексно Сивој боји. Оба издања, ГТИ-25огодишњица и 337, су долазиле са мноштвом додатних одлика који класични ГТИ није имао. Неки од додатака су били: 18x7.5" ББС РЦ фелне, са специјалном бојом, перфорирана кожа на ручној кочници, црвено-црни појасеви, црвено-црна Рекаро седишта, већим предњим кочницама (312 мм) са црвеним кочионим чељустима, сниженим спортским амортизерима, итд. Овим моделима никад није придодат стаклени кров како би се добило на аутентичности прве генерације и унапредиле перформасе и руковање аутомобила.

## ГТИ 20-огодишњица издање - САД тржиште (2003)
Фолксваген Америка је произвела 4200 издања "ГТИ 20-огодишњица" модела за 2003. годину, 4000 је транспортовано за Сједињене Државе и 200 за Канаду. Са спољне стране, издање 20-огодишњице добило је ГТИ лого са црвеним словима на левом предњем и задњем десном делу. На задњем делу је такође додат хромирани зец са старинским изгледом. Потамњени фарови додали су препознатљив изглед. Овај модел је произведен само у 3 боје: Имола Жутој, Џез Плавој и Магични Бисер Црна. Прерасподела боја је била: 50% Магични Бисер Црна, 25% Џез Плава и 25% Имола Жута.
Све "20-огодишњице" су имале стаклени кров, црни кровни ентеријер, мењач са обликом лоптице за голф, црни кожни волан, ручну кочницу са перфорираном кожом и спортска седишта са ушивеним ГТИ знаком на средини. Алуминијумски додаци око радиа су дили само за Америчко тржиште заједно са 8-озвучним стерео системом.
Почевши од 2002. године сви ГТИ 1.8Л моделу су фабрички повећани са 150 КС (110 kW) на 180 КС (130 kW) и могли су да достигну брзину од 0 до 100 км/ч за 6,4 секунде. "20-огодишњице" ГТИ нису биле доступне са ВР6 моторима.

## Одабир мотора

### Голф и Џета варијанте
| Модел   | Година    | Мотор   | Снага                           | Обртни моменат               |
| ------- | --------- | ------- | ------------------------------- | ---------------------------- |
| 1.4     | 1997-2004 | И4 16в  | 55 kW (74 КС) на 5500 обртаја   | 128 N⋅m на 3300 обртаја      |
| 1.6     | 1997-2000 | И4 8в   | 74 kW (99 КС) на 5600 обртаја   | 145 N⋅m на 3800 обртаја      |
| 1.6     | 2000-2006 | И4 8в   | 75 kW (101 КС) на 5600 обртаја  | 148 N⋅m на 3800 обртаја      |
| 1.6     | 2000-2006 | И4 16в  | 75 kW (101 КС) на 5700 обртаја  | 148 N⋅m на 4500 обртаја      |
| 1.6 ФСИ | 2001-2006 | И4 16в  | 86 kW (115 КС) на 5800 обртаја  | 155 N⋅m на 4400 обртаја      |
| 1.8     | 1997-2003 | И4 20в  | 92 kW (123 КС) на 5900 обртаја  | 170 N⋅m на 3500 обртаја      |
| 1.8 Т   | 1998-2001 | И4 20в  | 110 kW (148 КС) на 5500 обртаја | 210 N⋅m на 2200-4200 обртаја |
| 1.8 T   | 2001-2006 | И4 20в  | 132 kW (177 КС) на 5500 обртаја | 235 N⋅m на 1950-4700 обртаја |
| 2.0     | 1999–2001 | И4 8в   | 85 kW (114 КС) на 5200 обртаја  | 170 N⋅m на 2400 обртаја      |
| 2.0     | 2001–2006 | И4 8в   | 85 kW (114 КС) на 5400 обртаја  | 172 N⋅m на 3200 обртаја      |
| 2.3 ВР5 | 1997–2000 | ВР5 10в | 110 kW (148 КС) на 6000 обртаја | 205 N⋅m на 3200 обртаја      |
| 2.3 ВР5 | 2000–2003 | ВР5 20в | 125 kW (168 КС) на 6200 обртаја | 220 N⋅m на 3300 обртаја      |
| 2.8 ВР6 | 1999–2002 | ВР6 12в | 128 kW (172 КС) на 5800 обртаја | 235 N⋅m на 4200 обртаја      |
| 2.8 ВР6 | 1999-2002 | ВР6 24в | 150 kW (201 КС) на 6000 обртаја | 270 N⋅m на 3200 обртаја      |
| 2.8 ВР6 | 2002–2005 | ВР6 24в | 150 kW (201 КС) на 6000 обртаја | 270 N⋅m на 3200 обртаја      |
| 3.2 Р32 | 2001–2004 | ВР6 24в | 177 kW (237 КС) на 6250 обртаја | 320 N⋅m на 2800 обртаја      |
| 1.9 СДИ | 1997–2006 | И4 8в   | 50 kW (67 КС) на 4200 обртаја   | 133 N⋅m на 2200-2600 обртаја |
| 1.9 ТДИ | 1997–2003 | И4 8в   | 66 kW (89 КС) на 4000 обртаја   | 210 N⋅m на 1900 обртаја      |
| 1.9 ТДИ | 2000–2006 | И4 8в   | 74 kW (99 КС) на 4000 обртаја   | 240 N⋅m на 1800-2400 обртаја |
| 1.9 ТДИ | 1997–2002 | И4 8в   | 81 kW (109 КС) на 4150 обртаја  | 235 N⋅m на 1900 обртаја      |
| 1.9 ТДИ | 1998–2000 | И4 8в   | 85 kW (114 КС) на 4000 обртаја  | 285 N⋅m на 1900 обртаја      |
| 1.9 ТДИ | 1999–2001 | И4 8в   | 85 kW (114 КС) на 4000 обртаја  | 310 N⋅m на 1900 обртаја      |
| 1.9 ТДИ | 2001–2006 | И4 8в   | 96 kW (129 КС) на 4000 обртаја  | 310 N⋅m на 1900 обртаја      |
| 1.9 ТДИ | 2000–2003 | И4 8в   | 110 kW (148 КС) на 4000 обртаја | 320 N⋅m на 1900 обртаја      |

### Голф кабриолет (платформа треће генерације)
| Модел | Година    | Мотор | Снага                          | Обртни моменат          |
| ----- | --------- | ----- | ------------------------------ | ----------------------- |
| 1.6   | 1998-2000 | И4 8в | 74 kW (99 КС) на 5800 обртаја  | 140 N⋅m на 3500 обртаја |
| 1.8   | 1998-2000 | И4 8в | 55 kW (74 КС) на 5000 обртаја  | 140 N⋅m на 2500 обртаја |
| 1.8   | 1998-2000 | И4 8в | 66 kW (89 КС) на 5500 обртаја  | 145 N⋅m на 2500 обртаја |
| 2.0   | 1998-2000 | И4 8в | 85 kW (114 КС) на 5400 обртаја | 166 N⋅m на 2600 обртаја |
| 2.0   | 2000-2002 | И4 8в | 85 kW (114 КС) на 5400 обртаја | 165 N⋅m на 3200 обртаја |
| 2.0   | 1999-2002 | И4 8в | 85 kW (114 КС) на 5400 обртаја | 165 N⋅m на 3200 обртаја |
| 1.9   | 1998-2002 | И4 8в | 66 kW (89 КС) на 3750 обртаја  | 210 N⋅m на 1900 обртаја |

## Папа Бенедикт Шеснаести (XVI)
Жозеф Кардинал Ратзингер је 1999. године купио Голфа четврте генерације у коме је планирао да се вози по Риму, продао га је 2005. после Џон Полове смрти у нади за пензијом и повратком у Немачку.
Међутим он је постао Папа Бенедикт XVI. Убрзо након Џон Полове смрти, његов Голф из 1999. је продат Немачком власнику за 13000 долара, након чега га је он продао за 244.000 долара казину Златна Палата у Остин, Тексасу путем веб странице еBay.com.